# 31 км (Горьковская железная дорога)
31 км — пассажирская железнодорожная платформа Ижевского региона Горьковской железной дороги в Ленинском районе города Ижевска.

## История
Платформа открыта 1 апреля 2014 года. Названа по расположению на 31-м километре железнодорожной линии Агрыз — Ижевск. Строительство и открытие платформы в этом районе Ижевска произошло по причине многочисленных обращений, поступивших от жителей.
С октября 2020 года количество останавливающихся у платформы электричек было существенно сокращено.
В 2024 году стало известно о планах по строительству транспортно-логистического центра вдоль железнодорожных путей к югу от о.п. 31 км.

## Описание
Остановочный пункт находится в южной горловине станции Ижевск, рядом с микрорайоном «Самолёт» и Ижевским аэроклубом. Состоит из двух коротких боковых платформ, расположенных к югу от переезда улицы Пойма. Платформы оборудованы небольшими остановочными павильонами с местами для сидения. В связи с отсутствием билетной кассы, отправляющиеся с платформы пассажиры могут приобрести проездные документы у билетных кассиров непосредственно в электричках.

## Движение поездов
Все пригородные железнодорожные перевозки по остановочному пункту осуществляются пригородной пассажирской компанией «Содружество». По состоянию на ноябрь 2021 года, у платформы останавливаются пригородные электропоезда, следующие из Ижевска до станции Кизнер и обратно.
Время движения от станции Ижевск 4—5 минут.
Поезда дальнего следования проходят остановочный пункт 31 км без остановки.